# Московское Море (платформа)
Моско́вское мо́ре — остановочный пункт на участке Москва — Тверь Октябрьской железной дороги в Конаковском районе Тверской области. Своё название получил по расположенному вблизи Иваньковскому водохранилищу (Московскому морю), через которое проходит по дамбе участок Завидово — Московское море.
Имеет две боковые платформы. Турникетами не оборудован. 
На остановочном пункте останавливаются в среднем 7 пар электропоездов в сутки.
Платформа Московское море является самым близкорасположенным к северному берегу Шошинского плёса Иваньковского водохранилища остановочным пунктом Октябрьской железной дороги. Это обстоятельство обусловило её привлекательность для рыбаков и отдыхающих. Рыбалка разрешёна только в восточной от железнодорожной дамбы части Шошинского плёса. Территория водоёма к западу от железной дороги является частью национального парка Завидово, граница которого проходит по дамбе и ж.д. мосту через водохранилище. В силу значительного количества рыболовов-любителей и отдыхающих, экосистемы Шошинского плёса и прилегающих территорий испытывают ощутимую рекреационную нагрузку.
В 2,5 км от платформы расположена деревня Борцино Конаковского района Тверской области. Возле платформы находится объект культурного наследия — братская могила советских железнодорожников, расстрелянных 17 ноября 1941 года немецко-фашистскими захватчиками.